# Wali (zespół muzyczny)
Wali – indonezyjski zespół popowy z Tangerang Selatan. Został założony w 1999 roku.
Powstał z inicjatywy studentów uczelni UIN Syarif Hidayatullah. W składzie grupy znaleźli się: Faank (wokal), Apoy (gitara), Tomi (perkusja) i Ovi (klawisze). 
W 2008 roku ukazał się ich debiutancki album pt. Orang Bilang. Szybko zdołali wylansować przebój pt. „Dik”, zawierający elementy muzyki dangdut. Utwór ten stał się halodzwonkiem dla miliona posiadaczy telefonii komórkowych. Formacja należy do grona indonezyjskich zespołów muzycznych, których popularność sięgnęła również poza granice kraju.
W 2009 roku wydali album muzyki religijnej pt. Ingat Sholawat.

## Dyskografia
Albumy
- 2008: Orang Bilang
- 2009: Cari Jodoh
- 2009: Ingat Sholawat
- 2011: Aku Bukan Bang Toyib

## Filmografia
- 2011: Baik-baik Sayang[2]